# Rebollo
Rebollo is een gemeente in de Spaanse provincie Segovia in de regio Castilië en León met een oppervlakte van 13,97 km². Rebollo telt 84 inwoners (1 januari 2016).

## Demografische ontwikkeling
Bron: INE, 1857-2011: volkstellingen